# Tallboy (mebel)

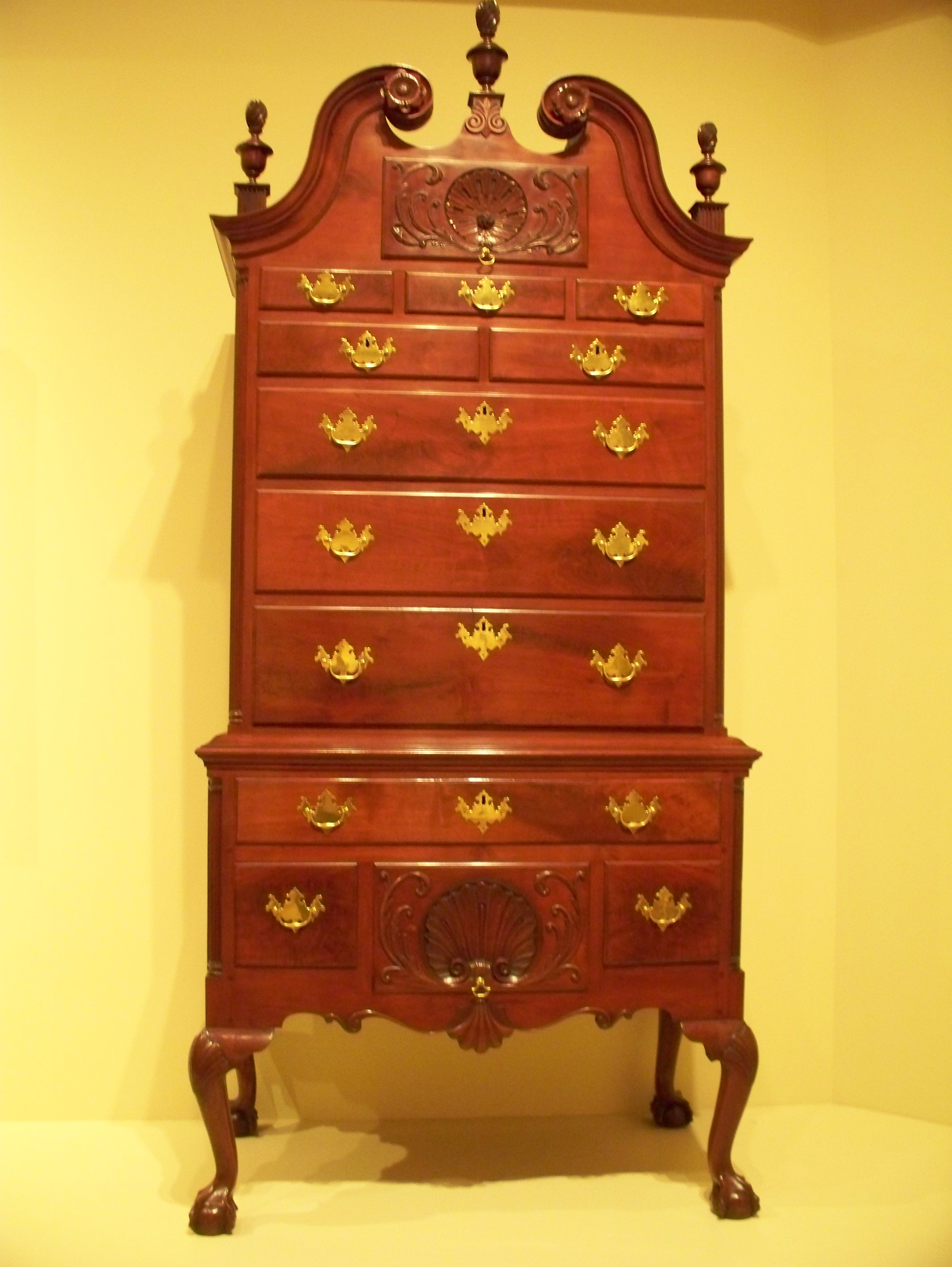
Highboy z XVIII wieku na nogach kabriolowych

Tallboy – rodzaj mebla. Nazywany był również chest-on-chest, double chest, high chest. Jest to wysoka komoda, składająca się z dwóch mniejszych komód, z szufladami, ustawionych na sobie. Jej podstawa jest zwykle wsparta na niskich nóżkach, a góra mebla jest zakończona ozdobnym gzymsem lub szczytem. Tallboy wykształcił się z komody jednoczęściowej o wysokich, toczonych lub wygiętych nogach. Formę dwuczęściową osiągnął w XVII wieku w Anglii, gdzie również nadano mu nazwę. Mebel był charakterystyczny dla meblarstwa angielskiego i amerykańskiego. Największą popularność osiągnął w XVIII i XIX wieku. Używany był głównie w sypialniach. Zachowane wczesne przykłady tallboya wykonane są z drewna orzechowego, ale większość istniejących do dziś egzemplarzy wytwarzano z mahoniu, będącego w XVIII wieku częstym surowcem do wyrobu mebli.
Zastępowanie tallboya innymi rodzajami komód było związane ze zmianą w budowie łóżek. Do najwyższych szuflad tallboya można było sięgnąć jedynie stając na podstawce, która służyła jako pomoc do wchodzenia do wysokiego łóżka. Zanikanie wysokich łóżek i wynikające stąd nieużywanie podstawek wpłynęły również na spadek popularności tallboya.
Jego szczególną odmianą był highboy, popularny w Ameryce Północnej. Wspierał się na nogach kabriolowych, a u góry miał ozdobne zwieńczenie, które przyjmowało różne formy – w zależności od lokalnych upodobań i tendencji stylistycznych. Mebel miał pojedyncze, duże szuflady, a kilka małych szufladek stanowiło najwyższą warstwę. Często stanowił komplet z niską komodą, nazywaną lowboy.